# 塔維尼亞諾河
42°6′13″N 9°32′56″E / 42.10361°N 9.54889°E
塔維尼亞諾河（法語：Tavignano，法語發音：[taviɲano]）是法國的河流，位於科西嘉島，河道全長80公里，流域面積625平方公里，平均流量每秒11.7立方米，最終在阿萊里亞注入地中海。

## 外部連結
- http://www.geoportail.fr （页面存档备份，存于）
- The Tavignano at the Sandre database